# Adolf Gideon Bartholdi
Adolf Gideon Bartholdi (* 11. Oktober 1688 zu Staven; † 13. Februar 1768 in Stralsund) war ein Pädagoge. Er war Rektor des Sundischen Gymnasiums in Stralsund.

## Leben
Adolf Gideon Bartholdi wurde als Sohn des Stavener Pastors Christian Bartholdi († 1714) geboren. Ein Bruder, Samuel Henricus Bartholdi († Mai 1745), war anfangs Rektor der Gelehrtenschule Friedland (Mecklenburg), ab 1715 Nachfolger des Vaters als Seelsorger in Staven.
Bartholdi besuchte die Schulen in Anklam und Stargard. 1707 immatrikulierte er sich an der Universität Rostock, wo er unter Hermann Christoph Engelken morgenländische Sprachen, unter Franz Albert Aepinus Philosophie, hauptsächlich jedoch unter Johannes Fecht, Zacharias Grapo und Albrecht Joachim von Krakevitz Theologie studierte. 1713 begab er sich über Berlin, Halle (Saale) und Wittenberg nach Jena, wo er seine Studien unter Michael Förtsch (1654–1724), Johann Andreas Danz und Johann Franz Buddeus vollendete und auch Naturrecht und Naturlehre hörte. 
Nach dem Tode seines Vaters kehrte er 1714 in die Heimat zurück. 1716 wurde er zum Rektor der Gelehrtenschule in Neubrandenburg und nach dem Tode des Stralsunder Rektors Christoph Pyl 1740 als dessen Nachfolger berufen. Mit viel Engagement bemühte er sich hier, seinen Schülern mit prosaischen und poetischen Redeübungen Wissen zu vermitteln. Nachdem er sich praktisch wie literarisch die höchste Anerkennung der Behörden und die Liebe seiner Schüler erworben hatte, bat er 1755 um seine Entlassung und übergab das Rektorat Christoph Andreas Büttner. 
In den folgenden Jahren verfasste er eine Geschichte des Stralsunder Gymnasiums, welche die ersten zwei Jahrhunderte seines Bestehens umfasste, sowie eine Selbstbiographie, welche von seinem Sohne mit Randbemerkungen versehen ist. Nach seinem im 80. Jahre erfolgten Tode, gelangten beide Arbeiten an die Ratsbibliothek, ein zweites Exemplar der „Schulgeschichte“ an die Bibliothek des Gymnasiums. Die letztere ist von seinem Schüler, dem bekannten pommerschen Geschichtsforscher Johann Albert Dinnies und dem Landrat Johann Ehrenfried Charisius mit wertvollen Nachträgen versehen worden.